# Doutrina Bush

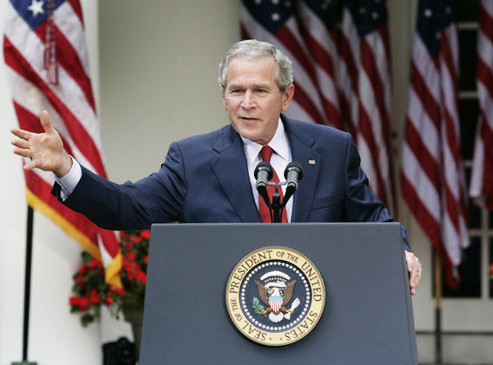
O ex-presidente dos EUA, George W. Bush.

Doutrina Bush foi um termo utilizado para descrever uma série de princípios relacionados com a política externa do ex-presidente dos Estados Unidos George W. Bush, declarados como resultado dos atentados de 11 de setembro de 2001. A frase inicialmente descrita na política que os Estados Unidos tinham o direito de tratar como terroristas os países que abrigam ou dão apoio aos grupos terroristas, que foi utilizado para justificar a invasão do Afeganistão.
Mais tarde, ele incluiu elementos adicionais, tais como a controversa política de guerra preventiva, que alegou que os Estados Unidos devem depor regimes estrangeiros que representam uma suposta ameaça à segurança dos Estados Unidos, mesmo que esta ameaça não seja imediata (usado para justificar invasão ao Iraque). Incluiu uma política de apoio à democracia no mundo, particularmente no Oriente Médio como uma estratégia para combater a propagação do terrorismo e da utilização do poder militar mesmo que unilateralmente. 
Algumas dessas políticas foram codificadas no texto do Conselho de Segurança Nacional intitulado "A Estratégia de Segurança Nacional dos Estados Unidos", publicada em 20 de setembro de 2002.
O primeiro uso do termo para se referir às políticas de George W. Bush pode ter sido ao comentarista conservador Charles Krauthammer, quando utilizou o termo em fevereiro de 2001 para se referir ao presidente que estava "se retirando unilateralmente do Tratado ABM e rejeitando o Protocolo de Kyoto".

## Ataques de 11 de Setembro de 2001 e a Invasão do Afeganistão
Em 11 de setembro de 2001, dois aviões foram lançados com tripulação, seus passageiros e terroristas suicidas sobre as duas torres do World Trade Center, em Nova York. Essa foi a parte mais "espetacular" de uma sequência de atentados: o Pentágono foi atingido por outro avião, enquanto mais um caiu próximo à cidade de Pittsburg, antes de atingir o alvo - provavelmente a Casa Branca em Washington. De fato, tudo parecia um grande espetáculo, com cenas ao vivo, mostrada pelas TVs de todo o mundo.
A organização terrorista al-Qaeda foi responsabilizada pelo ataque aos Estados Unidos. A base da al-Qaeda estava sediada no Afeganistão, onde se encontrava o seu principal líder, o milionário de origem saudita Osama Bin Laden. O Afeganistão, controlado pelo grupo islâmico radical Talibã, se recusou a entregar Osama Bin Laden e a destruir a base da organização terrorista. Em 7 de outubro de 2001, tropas anglo-americanas atacaram o Afeganistão com o apoio do grupo afegão anti-talibã, Aliança do Norte. A derrota do regime talibã foi seguida da ocupação do país por tropas anglo-americanas e a instalação no poder de um governo pró-Estados Unidos.

## O "Eixo do Mal"
Os Estados Unidos utilizaram os atentados de 11 de setembro como justificativa a uma "cruzada mundial contra o terror" em defesa da "paz mundial" e da sua segurança interna. O terrorismo, os governos que lhe dão apoio e abrigo e os países que desenvolvem armas de destruição em massa e que contestam o poder norte-americano, foram colocados como os principais alvos da nova doutrina de segurança nacional. Passaram a ser classificados em um agrupamento denominado "Eixo do Mal". Num primeiro momento, de forma declarada, constavam neste grupo o Iraque, o Irã e a Coreia do Norte, já que o Afeganistão já havia sido ocupado pelas tropas norte-americanas.
A expressão "Eixo do Mal" foi utilizada pelo presidente dos Estados Unidos, George W. Bush, em seu discurso anual no Congresso norte-americano em 2002, para se referir a três países (“Estados vilões”) que constituíam uma grave ameaça ao mundo e à segurança dos Estados Unidos: Coreia do Norte, Irã e Iraque. Estes países, segundo Bush, desenvolviam armas de destruição em massa ou patrocinavam o terrorismo regional e mundial, ou faziam as duas coisas ao mesmo tempo. Mais tarde os Estados Unidos incluíram também Cuba, Líbia e Síria a este seleto grupo de países. A expressão eixo do mal é uma dupla referência histórica: eixo lembra o eixo Berlim-Roma-Tóquio na Segunda Guerra Mundial (nazifascismo) e mal retoma o termo império do mal, forma como o governo Reagan se referia à União Soviética durante a Guerra Fria. Um eixo do mal mantém latente a ameaça exterior e justifica a necessidade de manutenção de um expressivo orçamento, do governo Bush, na defesa.

## Guerra do Iraque
A guerra e a ocupação do Iraque, embora façam parte das ações pragmáticas da Doutrina Bush de guerra preventiva, não foram apoiadas em provas de que este país desenvolvesse armas de destruição em massa (justificativa para a sua invasão) ou financiasse o terror. Na época da guerra, Bush estava com a popularidade em alta, inclusive com apoio da maior parte da imprensa dos EUA, o que favoreceu a ofensiva contra o país. Porém, os planos de uma guerra rápida não se concretizaram. A transição de poder e as resistências locais prolongaram a investida e tornaram o Iraque uma espécie de novo Vietnã, a traumática guerra que durou de 1958 a 1975. Depois dos Estados Unidos declararem a vitória sobre o Iraque, de terem conseguido a prisão de Saddam Hussein e o estabelecimento de um governo provisório, a situação do Iraque permaneceu incontrolável.
Ao contrário do que propõe a Doutrina Bush, os ataques terroristas, a insurreição de grupos armados contra a ocupação estrangeira e os conflitos entre as principais etnias ameaçam a estabilidade do país e apontam para uma perspectiva de total descontrole da situação. Os norte-americanos usaram seu poderio militar para favorecer suas empresas do setor petrolífero e da construção civil e ampliarem sua influência no Oriente Médio. 

## Consequências

### O desgaste do Governo Bush
Bush foi reeleito em 2004 com 51% dos votos e uma imagem que, aos poucos, se tornaria mais desgastada diante a opinião pública em seu segundo mandato. Contribuíram para isso fatos como a demora na ajuda a meio milhão de desabrigados na passagem do furacão Katrina por Nova Orleães, em agosto de 2005, a recusa na assinatura do Protocolo de Kyoto para redução de gases poluentes e acusações de tortura e violações de direitos humanos.
A Doutrina Bush estava se polarizando tanto doméstica quanto internacionalmente. Em 2008, as pesquisas mostraram que havia mais antiamericanismo do que antes de o governo Bush formar a Doutrina Bush; esse aumento foi provavelmente, pelo menos parcialmente, resultado da implementação da Doutrina Bush e de uma política externa conservadora.

### Análise
A maioria dos estudos sobre a intervenção americana tem sido pessimista sobre a história da democracia exportadora dos Estados Unidos. John A. Tures examinou 228 casos de intervenção americana de 1973 a 2005, usando dados da Freedom House. Enquanto em 63 casos um país se tornou mais democrático, em 69 casos o país se tornou menos democrático - e a pluralidade de intervenções, 96, não causou nenhuma mudança na democracia do país.

## Ver Também
- Guerra ao Terror
- Doutrina Monroe
- Doutrina Truman
- Doutrina Clinton
- Doutrina Reagen